# TSV Musberg
Der TSV Musberg ist ein Sportverein im Leinfelden-Echterdinger Stadtteil Musberg in Baden-Württemberg. Zum Sportangebot des Vereins gehören Fußball, Leichtathletik, Ringen, Ski, Tennis, Tischtennis, Volleyball, Aikidō sowie Kinder- und Gesundheitssport. Bekannt ist der Verein vor allem durch seine Ringer, die 2010/11 in der Ringer-Bundesliga antraten.

## Fußball
Die Fußballabteilung hat rund 400 Mitglieder. Die erste Herrenmannschaft spielt 2025/26 in der Bezirksliga Stuttgart/Böblingen.

## Ringen
2010 schaffte der Verein den Aufstieg aus der 2. Bundesliga und trat somit in der Saison 2010/11 in der Staffel West der Bundesliga an, wo man den achten Platz unter zehn Mannschaften belegte. Obwohl sportlich nicht abgestiegen, verzichtete man in der Folgesaison auf die Teilnahme in der Bundesliga, und musste deshalb in der viertklassigen Oberliga Baden-Württemberg antreten. Nach zwischenzeitlichem Aufstieg 2013 in die Regionalliga, aus der man gleich wieder abstieg, wurde 2015 aus finanziellen Gründen auch die Oberliga-Mannschaft abgemeldet. Seither tritt der Verein in der drei Klassen tieferen Landesklasse an.
Unterstützt werden die Ringer durch den Fanklub Fanblock Musberg.
Bei der EM 2012 in Belgrad errang der Musberger Ringer Frank Stäbler den Europameistertitel im griechisch-römischen Stil. 2015 wurde er in Las Vegas Weltmeister.

## Bekannte Mitglieder
- Frank Stäbler (* 1989), Ringer griechisch-römisch: Weltmeister 2015, 2017 und 2018, Europameister 2012, 3. Platz WM 2013, mehrfacher Deutscher Meister, 3. Platz Junioren-WM und -EM 2009.
- Fabio Morena (* 1980), der Fußballer begann bei der Jugend des TSV mit dem Fußballspielen
- Paul Reiber (1904–1992), 1926 in Riga Vizeeuropameister im Ringen
- Martin Beckmann (* 1977), u. a. 2008 Deutscher Meister Marathon